# 창남초등학교
창남초등학교는 대한민국 경상남도 거창군에 있는 공립 초등학교이다.

## 학교 연혁
- 1944년 4월 25일: 거창남국민학교 개교

## 참고 자료
- 창남초등학교 - 한국교육학술정보원 학교알리미